# 陆星垣
陆星垣（1905年—1991年），男，江苏江阴人，中国桑蚕遗传育种学家，曾任中国遗传学会理事，第三、四、五、六届全国人大代表。